# Stranický sjezd

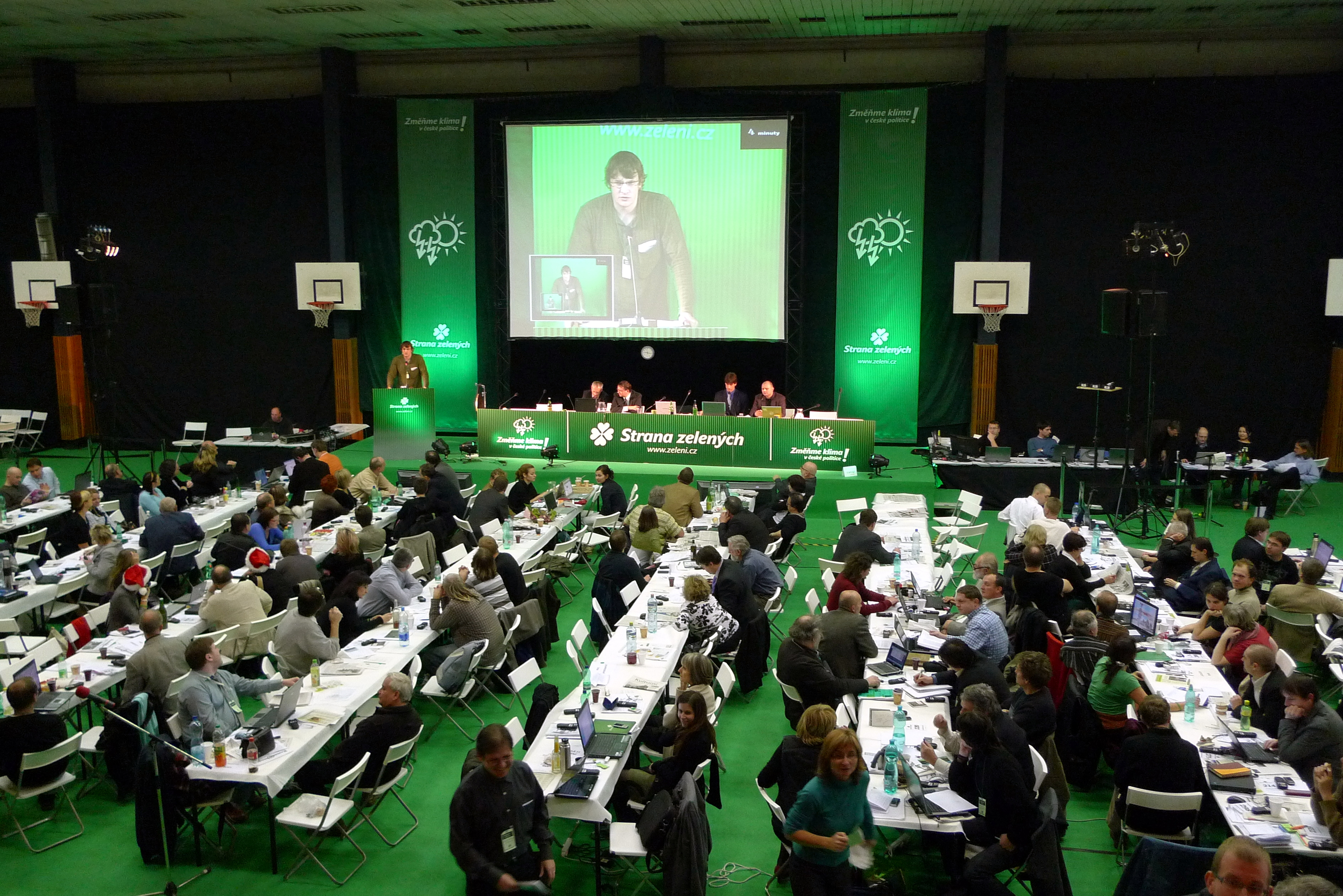
Sjezd Strany zelených, který proběhl v prosinci 2009 v brněnské hale Morenda

Stranický sjezd, též sněm, kongres nebo konvent, je ve většině politických stran jejich nejvyšším orgánem. Sjezd tvoří delegáti zvolení v nižších organizačních složkách (základních organizacích, místních sdruženích) podle předem stanoveného klíče.
Periodicitu sjezdů určují stanovy strany. Např. sjezdy Komunistické strana Československa se po roce 1931 scházely jen jednou za pět let, byly organizované jako demonstrace síly a názorové jednoty.
Současné české strany mají většinou sjezdy v periodě jednoho roku (ODS, Zelení), dvou let (ANO, ČSSD, KDU-ČSL) až čtyř let (KSČM). Častým případem je každoroční střídání volebního sjezdu, na kterém je volen předseda a předsednictvo, se sjezdem programovým.